# 유럽 전기 통신 표준 협회

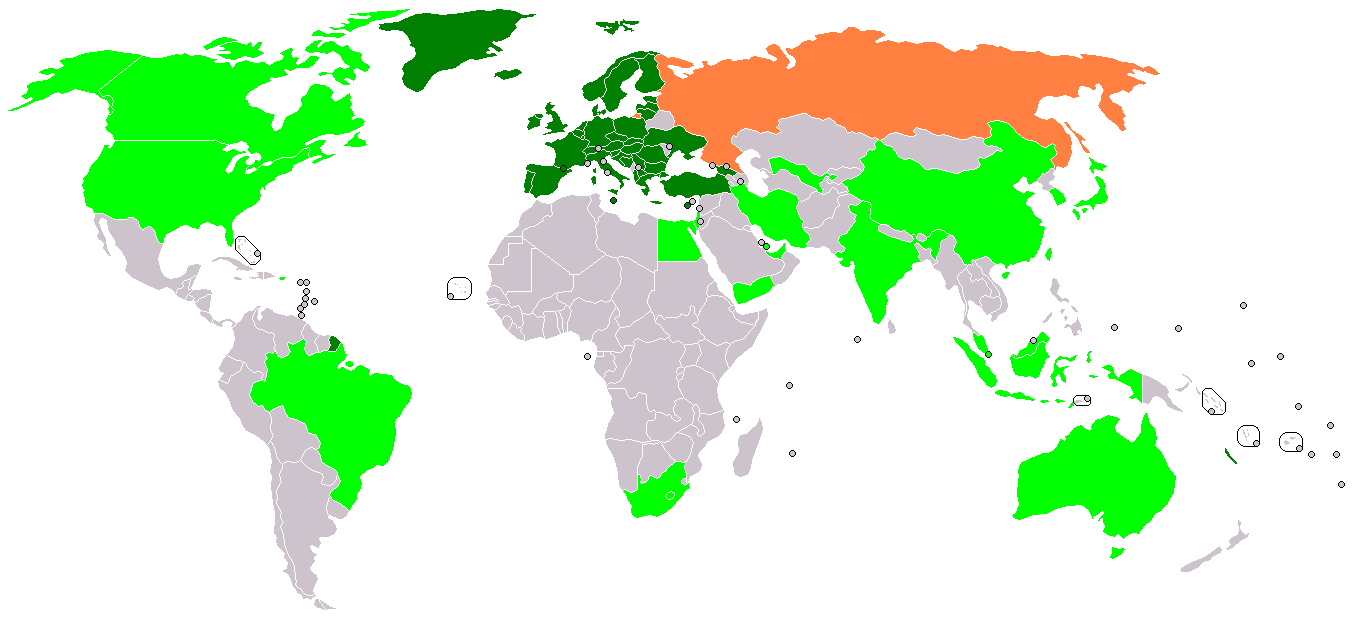
정식 회원국
준회원국
옵서버

유럽 전기 통신 표준 협회, 유럽전기통신표준화기구(European Telecommunications Standards Institute, ETSI)는 정보통신기술 분야의 독립적인 비영리 표준화 기구이다. ETSI는 ICT 적용 시스템, 애플리케이션, 서비스의 글로벌 기술 표준의 개발과 테스트를 지원한다.
ETSI는 1988년에 유럽 집행위원회의 제안에 따라 유럽우편전기통신주관청회의(CEPT)에 의해 설립되었다.
ETSI는 GSM, 테트라 무전기, 3세대 이동 통신, 4세대 이동 통신, 5세대 이동 통신, DECT 등의 중요 글로벌 기술들의 표준을 개발한다.